# Campionat de Catalunya de voleibol masculí de 1965
El Campionat de Catalunya de voleibol masculí de 1965 fou la quinzena edició del Campionat de Catalunya. Se celebrà des del 24 de gener fins al de 1965 i fou organitzat per la Federació Catalana de Voleibol. Hi participaren quatre clubs, el Picadero-DAMM, vigent campió, l'ACE Bombers, el Liceu Francès, el Barkinona, el CE Hispano Francès i el seu equip filial, l'Hispano Júnior.
La competició se celebrà durant els caps de setmana de la temporada 1964-1965 i es disputà en format de lliga regular a doble volta, un partit com a local i l'altre com a visitant, amb un total de deu jornades. La classificació final s'establí d'acord amb els punts totals obtinguts per cada participant en finalitzar el campionat. Els equips obtingueren dos punts per cada victòria, un punt per cada empat i cap punt per cada derrota.
Es proclamà campió el Picadero-Damm, que finalitzà imbatut a la competició i aconseguí el seu tercer campionat consecutiu.

## Taula de resultats
| Casa \ Fora     | BAR | BOM | HIS | JUN | PIC | LIC |
| --------------- | --- | --- | --- | --- | --- | --- |
| Barkinona       | —   | 3–0 | 0–3 |     |     | 3–0 |
| ACE Bombers     | 1–3 | —   | 1–3 |     | 2–3 |     |
| Hispano Francès |     |     | —   | 3–0 | 1–3 | 3–0 |
| Hispano Junior  | 1–3 | 3–0 | 0–3 | —   |     | 0–3 |
| Picadero-Damm   | 3–1 | 3–2 | 3–2 | 3–0 | —   | 3–1 |
| Liceu Francès   |     | 1–3 |     | 3–2 | 0–3 | —   |

## Classificació final
| Pos | Equip           | PJ | G  | P | PF | PC | DP  | Pts |
| --- | --------------- | -- | -- | - | -- | -- | --- | --- |
| 1   | Picadero-Damm   | 10 | 10 | 0 | 30 | 9  | +21 | 20  |
| 2   | Hispano Francès | 7  | 5  | 2 | 18 | 7  | +11 | 12  |
| 3   | Barkinona       | 6  | 3  | 3 | 13 | 8  | +5  | 9   |
| 4   | Liceu Francès   | 7  | 2  | 5 | 8  | 17 | −9  | 9   |
| 5   | ACE Bombers     | 7  | 1  | 6 | 9  | 19 | −10 | 8   |
| 6   | Hispano Junior  | 7  | 1  | 6 | 6  | 18 | −12 | 8   |

| Campió de Catalunya de voleibol 1965 |
| ------------------------------------ |
| Picadero-Damm Quart títol            |